# Józef Baron
Józef Baron CM (ur. 31 stycznia 1895, zm. 19 października 1976) – ksiądz katolicki ze Zgromadzenia Księży Misjonarzy św. Wincentego a Paulo, w latach 1945–1955 rektor Wyższego Śląskiego Seminarium Duchownego w Krakowie.

## Życiorys
Urodził się w miejscowości Rudziczka. Pochodzi z parafii św. Stanisława biskupa i męczennika w Suszcu. W 1909 roku wstąpił do Małego Seminarium Duchownego Księży Misjonarzy na Kleparzu w Krakowie, gdzie wstąpił do Zgromadzenia w 1913 roku. Dnia 1 listopada 1915 roku złożył śluby wieczyste. W tym czasie studiował w Instytucie Teologicznym Księży Misjonarzy (z wyjątkiem lat 1917–1918, kiedy służył w armii niemieckiej) i na Uniwersytecie Gregoriańskim w Rzymie, gdzie w 1923 roku uzyskał doktorat z prawa kanonicznego. Święcenia kapłańskie przyjął 27 czerwca 1920 roku.
Po powrocie ze studiów w Rzymie podjął wykłady z prawa kanonicznego i pracował w Sądzie Biskupim jako obrońca węzła małżeńskiego.
Następnie pracował jako:
- dyrektor seminarium internum na Kleparzu (1925–1930)
- redaktor nowego wydania podręcznika prawa kanonicznego (1930–1934)
- ojciec duchowny, następnie dyrektor Konwiktu Teologicznego dla Księży w Warszawie (1934–1945)
- obrońca węzła małżeńskiego i wiceoficjał Sądu Biskupiego w Warszawie (1934–1942)
- wykładowca prawa kanonicznego dla wysiedleńców i uciekinierów (1941–1944)
- oficjał Sądu Biskupiego w Sandomierzu (1945)
- rektor Wyższego Śląskiego Seminarium Duchownego w Krakowie (1945–1955)
- wykładowca w Seminarium Ojców Paulinów na Skałce w Krakowie (1945–1947)
- sędzia w Delegowanym Apostolskim Trybunale Trzeciej Instancji w Krakowie (1947–1955)
- zastępca wizytatora Zgromadzenia Księży Misjonarzy św. Wincentego a Paulo (1955–1957)
- wizytator Zgromadzenia Księży Misjonarzy św. Wincentego a Paulo (1957–1961)

Do 1972 roku wykładał prawo kanoniczne w seminariach krakowskich. Jednocześnie był spowiednikiem sióstr i jednym z autorów Konstytucji Zgromadzenia Sióstr Najświętszej Duszy Chrystusowej (Sióstr Duszy Chrystusowej). Odpowiadał za przygotowanie ich do zatwierdzenia przez kard. Adama Sapiehę. 
Zmarł w szpitalu w Krakowie 19 października 1976 roku.